# むかば図書館
『むかば図書館』は学童児童向けのボイスドラマCDである。
むかし話をリメイク、声優が声を乗せて演じる声劇を2019年よりCD化。
総合演出を1巻〜5巻まで平居直樹が担当。6巻からは松井君近も演出に加わった。
2020年2月から1か月の間、出演者オーディションin宮城のテレビコマーシャルがテレビ朝日系列にて放送
過去の作品を毎週第3土曜日17時30分～18時00分、FM87.4MHz ラジオフチューズ にて放送中
ラジオパーソナリティ(図書館司書)は声優の咲良ゆき

## むかば図書館 第1巻
2019年4月19日発売
僕の最強ヘンテコヒーロー
作・上田五郎 作家役 中村太亮 (マウスプロモーション)
いくひさしくつつがなく 〜こぶとり編〜
作・志那乃きお 秘世子さん役 増田ゆき (マウスプロモーション)

## むかば図書館 第2巻
2019年5月24日発売
わーほっほともーほっほ ガチャガチャのガチャ
作・久保誠一 なしきゅん役 野村真悠華 (VIMS)
クラスのヒーロー、今日は欠席
作・西堀晴香 柴川桃太郎役 東内マリ子 (VIMS)

## むかば図書館 第3巻
2019年7月19日発売
いくひさしくつつがなく 〜三の巻〜
作・志那乃きお 秘世子さん役 増田ゆき (マウスプロモーション)
友達
作・杜松沼有瀬 あきら役 春瀬なつみ (マウスプロモーション)

## むかば図書館 第4巻
2019年10月20日発売
よわむし桃太郎とおてんばかぐや姫
作・西村正英 桃太郎役 木田祐 (マウスプロモーション)

いくひさしくつつがなく！四の巻
作・志那乃きお 秘世子さん役 増田ゆき (マウスプロモーション)

## むかば図書館 第5巻
2020年2月28日発売
魔法使いはカボチャがお好き
作・dharm 魔法使い役 峯田茉優 (VIMS)

お結びころりん ころころりん
作・SAKURA. 金太郎役 泊明日菜 (VIMS)

## むかば図書館 第6巻
2020年7月17日発売
いくひさしくつつがなく！五の巻
作・志那乃きお 秘世子さん役 増田ゆき (マウスプロモーション)

桃太郎のたからもの
作・SAKURA 桃太郎役 村上聡 (マウスプロモーション)

## むかば図書館 第7巻
2020年9月18日発売
鶴男の恩返し 
作・猪浦直樹 清水良彦役 浦和希 (VIMS)
お地蔵様を捕まえて 
作・八田薫 大岡越前守役 室井海斗 (VIMS)

## むかば図書館 第8巻
2020年12月10日発売
うしわか・弁慶 よろず屋日記 
作・宮本 灯 牛若丸役 大野智敬 (マウスプロモーション)
いくひさしくつつがなく！六の巻
作・志那乃きお 秘世子さん役 増田ゆき (マウスプロモーション)

## むかば図書館 第9巻
2021年2月18日発売
傘地蔵姫と七匹のおつき
作・浅野エミイ 主税役 夏目郷平 (VIMS)
イオとミオの冒険（シンデレラ編）
作・小野瑤子 ミオ役 和泉風花 (VIMS)

## むかば図書館 第10巻
2021年4月20日発売
いくひさしくつつがなく！七の巻
作・志那乃きお 秘世子さん役 増田ゆき (マウスプロモーション)
アンドロイド・ユートピア
作・西村正英 村神巧役 中村太亮 (マウスプロモーション)